# Chat-vampire de Nabeshima
Le chat-vampire de Nabeshima est un récit du folklore japonais, transmis dans ce qui était la province de Hizen, apparaissant notamment dans le Jitsuroku, un recueil d'évènements historiques

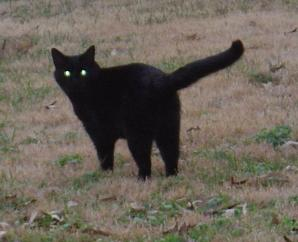
Le chat vampire de Nabeshima est décrit comme un inquiétant gros chat noir.

Ce récit met en scène un bakeneko d'origine étrangère, sous les traits d'un chat noir absorbant le sang de la fiancée du daimyō Mitsuhige Nabeshima(鍋島光茂), O-Toyo (お豊) et usurpe ensuite son identité, afin de séduire l'homme amoureux de la jeune fille. Cette légende s'inscrit dans la longue série de récits folkloriques entre des bakeneko et le clan Nabeshima couramment désignés sous le titre de Nabeshima bakeneko sōdō (鍋島猫化け騒動, "les méfaits du monstrueux chat des Nabeshima").

## Le récit
O-Toyo est la plus ravissante femme qui soit de tout l'Empire et est la favorite du fils du daimyō de Hizen, nommé Mitsuhige Nebeshima (鍋島光茂). Le sommeil d'O-Toyo est régulièrement troublé par le rêve d'un gros chat qui l'épie. Une nuit, alors qu'elle se réveille en sursaut, elle voit deux yeux phosphorescents qui l'observent. Terrifiée, elle ne peut pas proférer une parole ni appeler de l'aide. Un énorme chat noir lui saute à la gorge et l'étrangle. Il traîne le cadavre de la favorite jusqu'au jardin et l'enterre. Puis, revenant dans la chambre, il prend l'aspect physique de celle qu'il vient de tuer.
Mitsuhige lui-même ne s'aperçoit pas de la métamorphose tant la nouvelle O-Toyo ressemble à l'ancienne. Tandis qu'il continue à fréquenter la fausse O-Toyo, le prince tombe malade : son visage est livide, il ressent perpétuellement une immense fatigue. Son corps ne porte aucune blessure. Les médecins, appelés à son chevet, parlent de « langueur » sans pouvoir émettre de diagnostic plus précis. Le mal s'aggrave : le prince fait des cauchemars affreux dont il ne se souvient pas le lendemain. Sa raison vacille. La princesse, sa femme, décide de le faire veiller par des hommes en armes.
Chaque nuit, tous les hommes postés pour la garde s'endorment en même temps. Le jeune soldat Itô Sôda se présente et demande timidement la permission de veiller sur le prince qu'il tient en grande estime. La nuit suivante, Itô Sôda figure parmi les gardes chargés de protéger le prince en entourant sa couche. Il voit ses camarades céder au sommeil l'un après l'autre et lui-même a les paupières lourdes. Il s'entaille le genou de son poignard afin que la douleur le tienne éveillé. Chaque fois qu'il s'engourdit, il remue le couteau dans la plaie et réussit à garder les yeux ouverts.
Tout à coup, les portes de la chambre ou repose le prince glissent silencieusement. Une femme d'une grande beauté entre dans la pièce ; le vaillant jeune homme reconnait O-Toyo. Avec la souplesse fluide d'un félin, elle se glisse entre les gardes et s'approche du prince endormi. Itô Sôda se dresse et s'interpose entre la femme et le prince. Il en est de même chaque fois que la dame veut trop s'approcher de la couche où repose Nabeshima. À l'aube, la femme disparaît.
Le soldat fait son rapport : il est chaleureusement félicité, d'autant plus que pour la première fois depuis longtemps, le prince se sent reposé. La nuit suivante, Itô Sôda est encore de garde. Le manège se répète mais il empêche toujours la magnifique femme de s'approcher du prince. Les nuits suivantes, elle ne revient plus. Les gardes restent éveillés. Le prince reprend des forces. Tout le palais est en fête.
Itô Sôda estime qu'il n'a pas fini sa tâche. Il fait annoncer à O-Toyo qu'il lui apporte un message du prince et tandis qu'elle ouvre la missive, le guerrier tire son sabre et lui tranche la tête. Sur le sol gît non pas le cadavre d'une jeune femme mais, la tête coupée, un gros chat noir. Le chat-vampire qui, nuit après nuit, venait boire le sang du prince. Une autre version de la légende explique que le chat réussit à s'échapper dans les montagnes, et qu'il fut abattu lors d'une battue organisée par le prince guéri.

## Symbolique
La légende du chat vampire est issue du shintoïsme, religion la plus ancienne du Japon. Le gros chat noir représente ici l'esprit de la Nature, qui non seulement consume les hommes mais prend son apparence.

## Autres chats vampires
- Une légende judéo-espagnole raconte que Lilith pouvait prendre la forme d'un chat-vampire qui suçait le sang des nourrissons[5].

## Adaptations
Le film d'horreur japonais Kuroneko de Kaneto Shindō est inspiré de la légende du chat vampire.